# Campaña parta de Lucio Vero
La campaña parta de Lucio Vero, también llamada Guerra romano-parta de 161-166, fue un conflicto bélico entre los imperios romano y parto iniciado en el año 161. Comenzó por la invasión del Imperio Parto al reino de Armenia, donde fue depuesto el rey Sohaemus. El gobernador de la provincia romana de Capadocia contraatacó, fue derrotado y murió en el intento. La situación de crisis hizo que el emperador Lucio Vero dirijiese personalmente la campaña y llegó a Antioquía en el año 162. En el año 163, los romanos recuperaron Armenia, restituyendo al rey depuesto. La campaña continuó río abajo hasta alcanzar las ciudades de Ctesifonte y Seleucia, que fueron saqueadas por las tropas romanas. La guerra terminó poco después, con Vologases IV perdiendo la mayor parte del norte de Mesopotamia para los romanos. En Seleucia, el ejército romano padeció los primeros síntomas de una enfermedad, la peste de los antoninos, que, además de causar estragos en la población del Imperio romano, terminó por matar a a Lucio Vero en 169 y a Marco Aurelio en 180.  

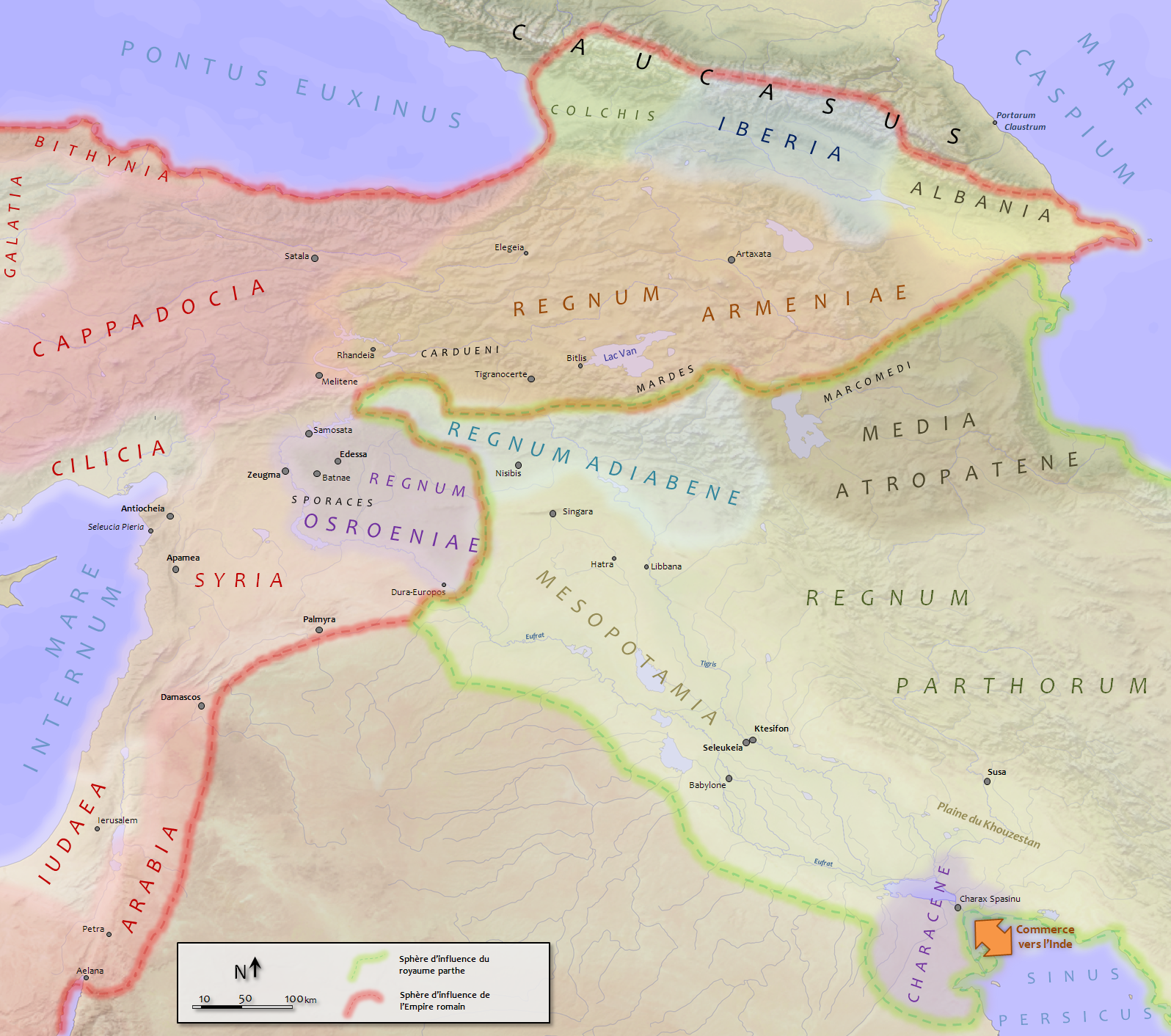
Situación del Medio Oriente en 110. Situación previa a la campaña parta de Trajano, similar a la situación a la que había antes de la invasión parta de Armenia. Véase que entre la ciudad de Satala y Artaxata esta Elegeia.

## Invasión parta de Armenia
El rey arsácida, Vologases IV de Parthia atacó el Reino de Armenia, que era un estado cliente romano, a fines del verano o principios del otoño del año 161, conquistó su territorio, expulsó al rey Sohaemus de Armenia e instaló en su trono a Pacoro de Armenia, un arsácida.
Cuando se produjo esta invasión, el gobernador de Siria era Lucio Atidio Corneliano, cuyo mandato terminaba en ese mismo año 161, pero fue mantenido en el cargo, presuntamente, para evitar que los partos aprovechen el interregno.  
El gobernador de Capadocia, por su parte, era Marco Sedacio Severiano, un senador de origen galo con experiencia en asuntos militares. Había sido cautivado por Alejandro de Abonutico, profeta y amigo de la élite romana oriental. Abonutico hizo que Severiano se convenciera de que podía derrotar a los partos.
Severiano lideró una legión, quizás la IX Hispana. En Elegeia, una ciudad justo más allá de las fronteras de Capadocia, allende las cabeceras del Éufrates, se enfrentó al general parto Cosroes en la Batalla de Elegeia, pero fue derrotado, su legión masacrada y él se suicidó. La campaña solamente había durado tres días.

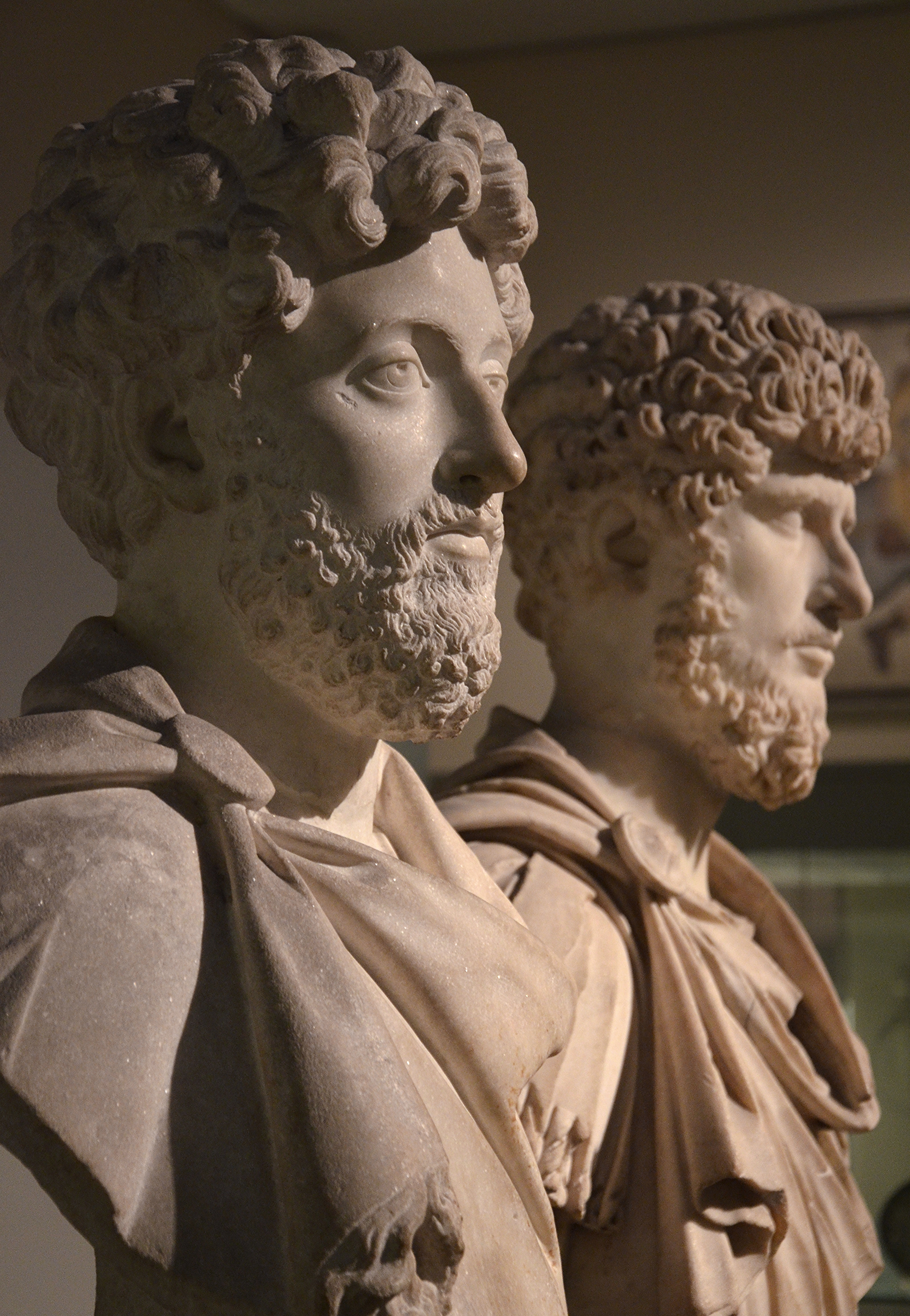
Bustos de los co-emperadores Marco Aurelio (izquierda) y Lucio Vero (derecha), Museo Británico

## Situación en Roma
A la muerte de Antonino Pio, no solo los partos atacaron, también lo hicieron los pictos al muro de Adriano en Britania y los catos en Germania Superior, Recia y Campos Decumanos tras penetrar el Limes Germanicus.
Al enterarse del fracaso de Severiano, Marco Aurelio envió a Marco Estacio Prisco, en ese momento recientemente nombrado gobernador de Britania, como gobernador de Capadocia.
Llegaron más noticias malas: el ejército de Atidio Corneliano, el gobernador de Siria, había intentado contraatacar, pero fue derrotado en batalla contra los partos y se había retirado en desorden.
Se enviaron refuerzos para la frontera parta. Publio Julio Geminio Marciano, al mando de X Gemina en Vindobona (actual Viena), partió hacia Capadocia con  vexillationes de las legiones del Danubio. Tres legiones completas también fueron enviadas al este: I Minervia desde Bonn en Germania Superior, II Adiutrix desde Aquincum en Panonia Inferior, y V Macedonica desde Troesmis en Dacia. Esto debilito la frontera norte, por eso se pidió a los gobernadores de las provincias fronterizas que evitaran conflictos, en la medida de lo posible, sin comprometer la seguridad del Imperio.
Marco Annio Libón, primo hermano de Marco Aurelio, reemplazó a Atidio Corneliano como gobernador de Siria. Era joven, puede que tuviese 30 años, edad rara para un gobernador de Siria, ya que, normalmente, se buscaba un hombre experimentado, en especial en temas militares, pero el nombramiento estaba justificado porque la intención de Marco Aurelio era tener en el lugar un hombre en el que podía confiar, ya que Libón era pariente suyo.
Marco Aurelio decidió tomarse un descanso y las cartas sobrevivientes de este a su mentor Marco Cornelio Frontón describen unas vacaciones que se tomó en Etruria, en la ciudad costera de Alsium, en la que no pudo relajarse debido a sus preocupaciones. Frontón le recomendó descansar, invocando el ejemplo de sus predecesores, como Antonino Pio, que había disfrutado haciendo ejercicio en la palaestra, la pesca y la comedia. Escribió una fábula sobre la división del trabajo de los dioses del día entre la mañana y la tarde, para ayudar a Marco Aurelio a romper su hábito de pasar sus tardes trabajando en asuntos judiciales en lugar de relajarse.
Frontón le envió a Marco Aurelio una carta que se etiqueta como De bello Parthico (Sobre la guerra de Partía) en su epistolario. Esta consistía en una selección de material de lectura que incluía pro lege Manilia de Cicerón, de la que le decía "Encontrarás en él muchos capítulos adecuados para tus consejos actuales, sobre la elección de comandantes del ejército, los intereses de los aliados, la protección de las provincias, la disciplina de los soldados, las calificaciones requeridas para los comandantes en el campo y en otro lugar" y, para resolver su inquietud sobre el transcurso de la guerra, una carta larga llena de referencias históricas donde hablaba de como las derrotas romanas como las de Alia, Caudio, Cannas, Numancia, Cirta y Carras y sobre como Roma prevaleció sobre ellas. Frontón decía "siempre y en todas partes [Marte] ha transformado nuestros problemas en éxitos y nuestros terrores en triunfos".
Se cree que estos estudios motivaron a Marco Aurelio para decidir que fuese Lucio Vero quien dirigiese las tropas en el frente oriental, y el senado dio su aprobación, por lo que el coemperador Lucio Vero fue nombrado para dirigir personalmente la guerra parta.
Durante el invierno de 161/162, llegaron más malas noticias, porque se estaba gestando una rebelión en Siria.

## Preparativos para el contraataque
Lucio Vero dirigiría la guerra parta en persona y Marco Aurelio se quedó en Roma; la ciudad "exigía la presencia de un emperador".
Junto a Lucio Vero fue enviado un destacamento de la Guardia Pretoriana, uno de los dos prefectos pretorianos, Tito Furio Victorino, y un par de senadores experimentados, Marco Poncio Leliano Larcio Sabino, cónsul en el año 145 y Marco Ialio Baso Fabio Valeriano, cónsul en el año 149. La elección de Victorino se debió a que tenía experiencia en asuntos orientales, porque había servido como procurador de Galacia y porque la otra opción era Sexto Cornelio Repentino, que era senador, pero no tenía la confianza de sus pares, ya que debía su puesto a la influencia de Galeria Lysistrata, amante del ya fallecido emperador Antonino Pío.
Leliano, para Frontón, "un hombre serio y disciplinado", había sido gobernador de Panonia y había gobernado Siria en 153 y, por lo tanto, tenía conocimiento de primera mano del ejército oriental y la estrategia militar en las fronteras. Fue hecho comes Augustorum ("compañero de los emperadores") para su servicio.
Baso, por su parte, había sido gobernador de la  Moesia Inferior, y también se le hizo comes.
Lucio Vero seleccionó a sus libertos favoritos, incluidos Gemino, Agaclito, Coedes, Eclecto, y Nicomedes, quienes renunciaron a sus deberes como praefectus vehiculorum para apoyar en la logística de la fuerza expedicionaria. La flota de Miseno se encargó de las comunicaciones y transportar al emperador y a las tropas.

## Viaje de Lucio Vero a Antioquía
En el verano del año 162, Lucio Vero viajó de Roma hasta Brundisium, acompañado por Marco Aurelio hasta Capua. Vero cazó en Apulia, pero cayó enfermo en Canosa, y tuvo que reposar. Marco Aurelio elevó oraciones a los dioses por su seguridad frente al Senado, y fue a verlo. Frontón se tranquilizó cuando Lucio Vero le envió una carta describiendo su tratamiento y recuperación. En su respuesta, Frontón instó a su alumno a moderar sus deseos y le recomendó unos días de reposo en cama. Vero mejoró tras tres días de ayuno y una sangría y, probablemente, había sufrido un leve derrame cerebral.
Lucio Vero continuó su viaje, pasó por Corinto y Atenas, acompañado de músicos y cantantes. En Atenas se quedó con Herodes Ático y se unió a los misterios eleusinos. Durante el sacrificio, se observó una estrella fugaz en el cielo de oeste a este. Se detuvo en Éfeso, donde descansó en la finca del aristócrata local Publio Vedio Antonino, e hizo una parada en Eritras de la Jonia, donde un poema elegíaco en la voz de la sibila local alude a su visita. El viaje continuó en barco por el Egeo y las costas del sur de Asia Menor, deteniéndose en Panfilia y Cilicia antes de llegar a Antioquía.
No se sabe cuánto tiempo tomó el viaje de Lucio Vero hacia el este; es probable que llegó a Antioquía después de 162.

## Lucio Vero en Antioquía

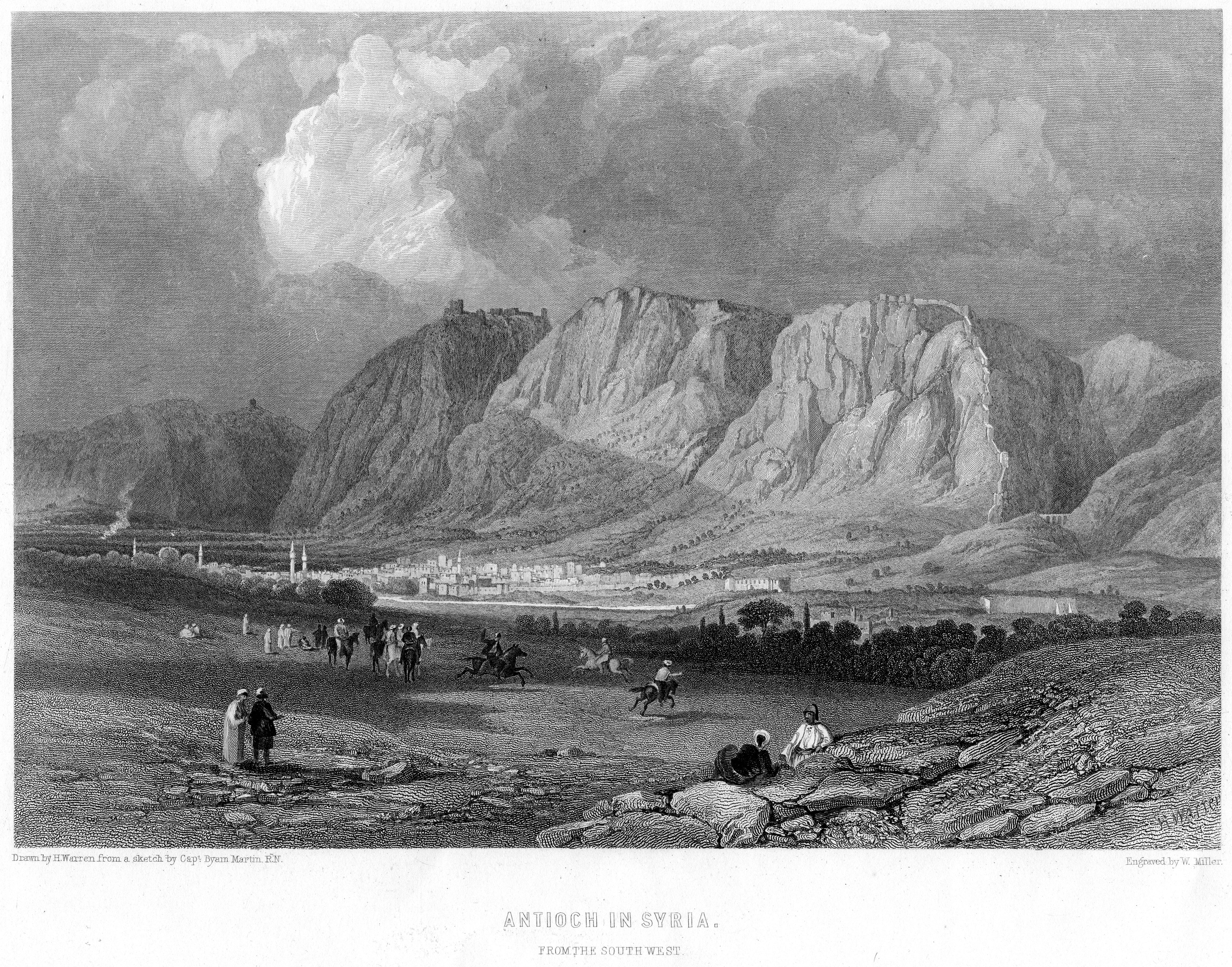
Antioquía desde el suroeste (grabado de 1866)

Lucio Vero llegó a Antioquía y Frontón describe la escena en términos que recuerdan la llegada de Corbulón para la guerra parta de cien años antes. El ejército sirio se había ablandado durante la larga paz, pasando sus soldados más tiempo en la ciudad en las tabernas al aire libre que en sus cuarteles. Necesitaban intensificar el entrenamiento y los juegos de azar y la bebida fueron severamente reprimidos. Frontón escribió que Lucio Vero iba a pie al frente de su ejército con tanta frecuencia como a caballo e inspeccionó personalmente a los soldados en el campo y en el campamento, así como también la enfermería.
Lucio Vero le envió a Frontón pocos mensajes al comienzo de la guerra,  por lo que le mandó una carta disculpándose por su silencio, sin detallar sus planes porque podían cambiar de un día para otro; además, hasta ahora había poco que contar: "aún no se ha logrado nada como para hacer que desee invitarlo a compartir la alegría". Puede que Lucio Vero no haya querido contarle del fracaso de las negociaciones con los partos después de la conquista romana de Armenia porque la presentación de los términos de Lucio Vero fue vista como cobardía, y los partos no estaban de humor para la paz.
Para facilitar el comercio de Antioquia, Lucio Vero mejoró la navegación por el río Orontes, ya que entre el mar y la ciudad había un acantilado que dificultaba el trayecto, para lo cual el coemperador ordenó la excavación de un nuevo canal. Después de terminarse la obra, el antiguo cauce del río Orontes se secó, y aparecieron grandes cantidades de huesos y Pausanias dice que eran de una bestia de "más de once codos" de altura y Filóstrato afirma que tenía "treinta codos" de altura. El oráculo de Claros declaró que eran los huesos del espíritu del río.
Lucio Vero pasó la mayor parte de la campaña en Antioquía, invernando en Laodicea Marítima y pasando el verano en Daphne, un centro turístico a las afueras de Antioquía. Se le criticaba su vida de lujos, su compañía con actores, su adicción a las apuestas, su afición a las carreras de cuadrigas, con evidente preferencia por la facción de los verdes. Frontón defendió a su alumno contra algunas de estas afirmaciones: al pueblo romano se lo entretenía con annona et spectaculis, el reparto del trigo y los espectáculos, equivalente al pan y circo del que habla Juvenal.
Tomó una amante llamada Panthea, natural de Esmirna, descrita por Luciano de Samósata, en su Εἰκόνες (Imágenes), como más bella que cualquiera de las estatuas de Fidias y Praxiteles; cortés, cariñosa, humilde, tocaba la lira perfectamente y hablaba en griego jónico claro, aderezado con ingenio ático. Panthea leyó el primer borrador de Luciano y lo criticó por su adulación porque la había comparado con una diosa, lo que la asustaba: no quería convertirse en la próxima Casiopea. También se cuenta que Panthea convenció a Lucio Vero que se afeite la barba, de lo que los sirios se burlaron durante generaciones.
En medio de la guerra, tal vez en el otoño del año 163 o principios del 164, Lucio Vero hizo un viaje a Éfeso para casarse con Lucila, hija de Marco Aurelio, quien había adelantado la fecha del matrimonio  y la acompañó hasta Brundisium, luego regresó a Roma y envió instrucciones especiales a sus procónsules para que no dieran a la comitiva ninguna recepción oficial. Faustina, la madre de Lucila, y Marco Vetuleno Cívica Bárbaro, medio hermano del padre de Lucio Vero acompañaron a la novia hasta su matrimonio. Lucila y Vero tuvieron tres hijos hasta el fallecimiento del coemperador.

## Contraataque

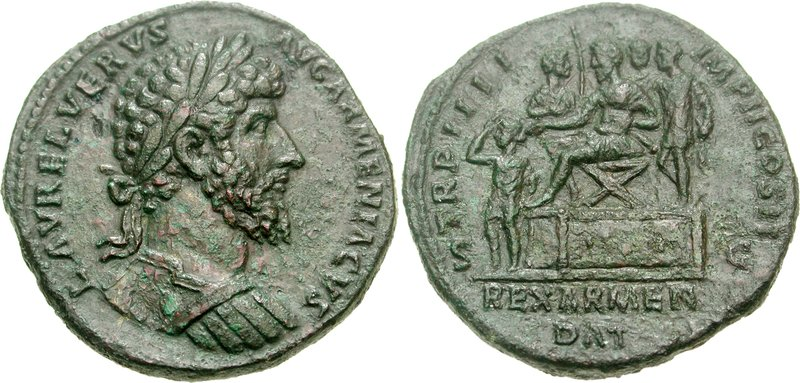
Moneda conmemorativa de la instalación del rey Sohaemus en el trono armenio.

Las legiones I Minervia, con su legado Marco Claudio Frontón, y V Macedonica, con su legado Publio Marcio Vero, fueron dirigidas por Marco Estacio Prisco en Armenia durante la campaña del año 163, que culminó con la captura de la capital armenia, Artaxata. A finales de año, Lucio Vero recibió el título Armeniacus, a pesar de nunca haber visto combates; Marco Aurelio declinó aceptar también el título hasta el año siguiente. El ejército fue reforzado por legiones de II Adiutrix y las legiones danubianas comandadas por el legado de la X Gemina, Geminio Marciano.  

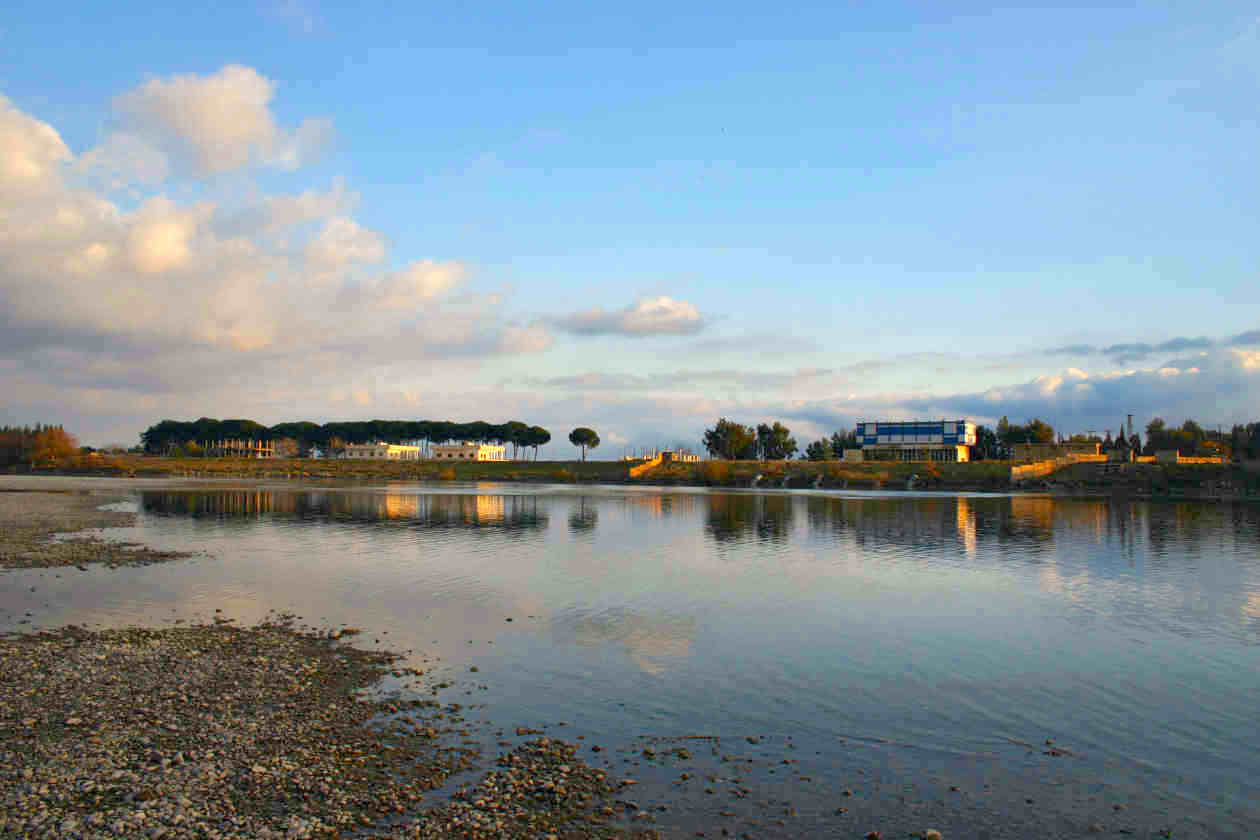
El río Éufrates cerca de Nicephorium, actual Al-Raqqa en Siria.

La Armenia ocupada fue reconstruida a la manera romana y en 164, una nueva capital, Kaine Polis ("Ciudad Nueva" en griego), reemplazó a Artaxata, y estaba treinta millas más cerca de la frontera romana. Los destacamentos de las legiones de Capadocia se encontraban en Echmiadzin, en la cara sur del monte Ararat, 400 km al este de Satala, lo que equivalía a una marcha de veinte días o más desde la frontera romana a través del terreno montañoso . Reinstalaron al rey C. Iulius Sohaemus, cuya coronación pudo haberse realizado fuera de Armenia, como en Antioquía, o incluso en Éfeso. Para conmemorarlo se acuñó una moneda imperial de 164 con la leyenda; "Rex armeniis Dat". En la moneda, Lucio Vero estaba sentado en un trono con su bastón mientras Sohaemus estaba de pie ante él, saludando al emperador.
En el año 163, mientras Marco Estacio Prisco estaba ocupado en Armenia, los partos atacaron el Reino de Osroene, un estado cliente romano en la Alta Mesopotamia, con capital en Edesa. Depusieron al líder del país, Ma'nu VIII bar Ma'nu, y lo reemplazaron con su propio candidato: Wa'il bar Sahru. En conmemoración, los partos acuñaron una moneda que mostraba a Vologases IV en el anverso y "Wael the rey" (siríaco: W'L MLK') en el reverso.
En respuesta, las tropas romanas se movilizaron río abajo, para cruzar el Éufrates en un punto más al sur. Los partos todavía controlaban la zona meridional del Éufrates, en Siria, hasta 163 y se menciona a una batalla de Sura, que está en el lado sur del río. Antes de fin de año, las fuerzas romanas avanzaron al norte para ocupar Dausara y Nicephorium. Poco después de la conquista de la orilla norte del Éufrates, otras fuerzas romanas se trasladaron a Osroene desde Armenia, tomando Anthemusia, una ciudad al suroeste de Edesa. Hubo pocos movimientos en 164, la mayor parte del año se dedicó a los preparativos para un asalto en territorio parto.
En el año 165, las fuerzas romanas, probablemente la V Macedonica, comandada por Publio Marcio Vero, se trasladaron a Mesopotamia. Ocuparon Edesa, capital del reino de Osroena, reinstalaron al rey Ma'nu VIII bar Ma'nu, depuesto por los partos en 163, y como conmemoración, acuñaron una moneda que decía Ma'nu el rey' (siríaco: M'NW MLK') en el anverso, y Rey Mannos, amigo de los romanos (griego: Basileus Mannos Philorōmaios) en el reverso.

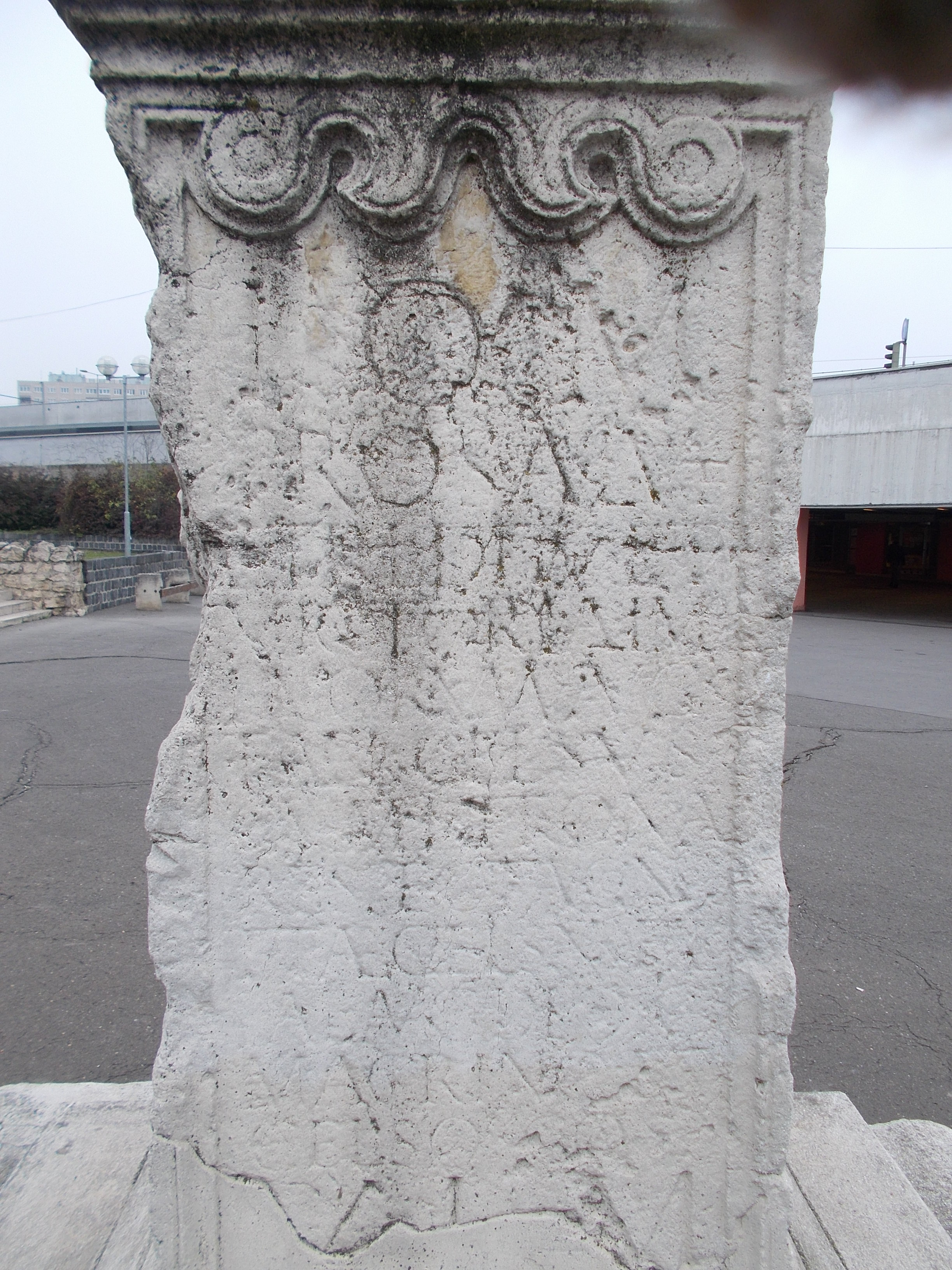
Inscripción votiva erigida en Aquincum (Budapest, Hungría) en honor de la victoria pártica de Lucio Vero y Marco Aurelio en 164.

Los partos se retiraron a Nísibis, fortaleza que los romanos asediaron y capturaron, mientras que el ejército parto se dispersó hacia el Tigris; su general Cosroes nadó río abajo y se escondió en una cueva.
Una segunda fuerza, la III Gallica, comandada por Avidio Casio se trasladó por el Éufrates y libró una batalla en Dura-Europos. A finales del año 165, el ejército de Avidio Casio llegó a las metrópolis gemelas de Mesopotamia: Seleucia en la orilla derecha del Tigris y Ctesifonte a la izquierda. Ctesifonte fue tomada y su palacio real fue incendiado y los ciudadanos de Seleucia, en su gran mayoría de ascendencia griega, abrieron sus puertas a los romanos. Sin embargo, la ciudad fue saqueada. La versión oficial, según la Historia Augusta, por Asinio Cuadrato, decía que Seleucia se rindió primero. El saqueo marca un capítulo particularmente destructivo en el largo declive de Seleucia. Durante el saqueo, las tropas romanas robaron la estatua de Apolo Comaeus de su templo y la llevaron a Roma, donde se instaló en el Templo de Apolo Palatino.
Según Plinio el Viejo, escritor romano del siglo I, Seleucia tenía 600 000 habitantes. Pero san Jerónimo afirma que los romanos tomaron 300 000 prisioneros. Eutropio, un historiador romano del siglo IV, afirma que fueron 40 000 según la traducción del británico John Selby Watson, al igual que Rufo Festo. Sin embargo, otras ediciones del texto parecen multiplicar ese número por diez. Paulo Orosio eleva la cifra a 400 000 prisioneros.
La guerra terminó poco después, con Vologases IV perdiendo la mayor parte del norte de Mesopotamia para los romanos. El ejército de Avidio Casio regresó al territorio romano, padeciendo escasez de suministros y los efectos de una peste contraída en Seleucia.

## Premios y distinciones
Junio Máximo, un joven tribunus laticlavius que servía en la III Gallica, llevó la noticia de la victoria a Roma y como premio recibió una generosa recompensa (dona) por traer las buenas noticias y una promoción inmediata a la cuestoría.

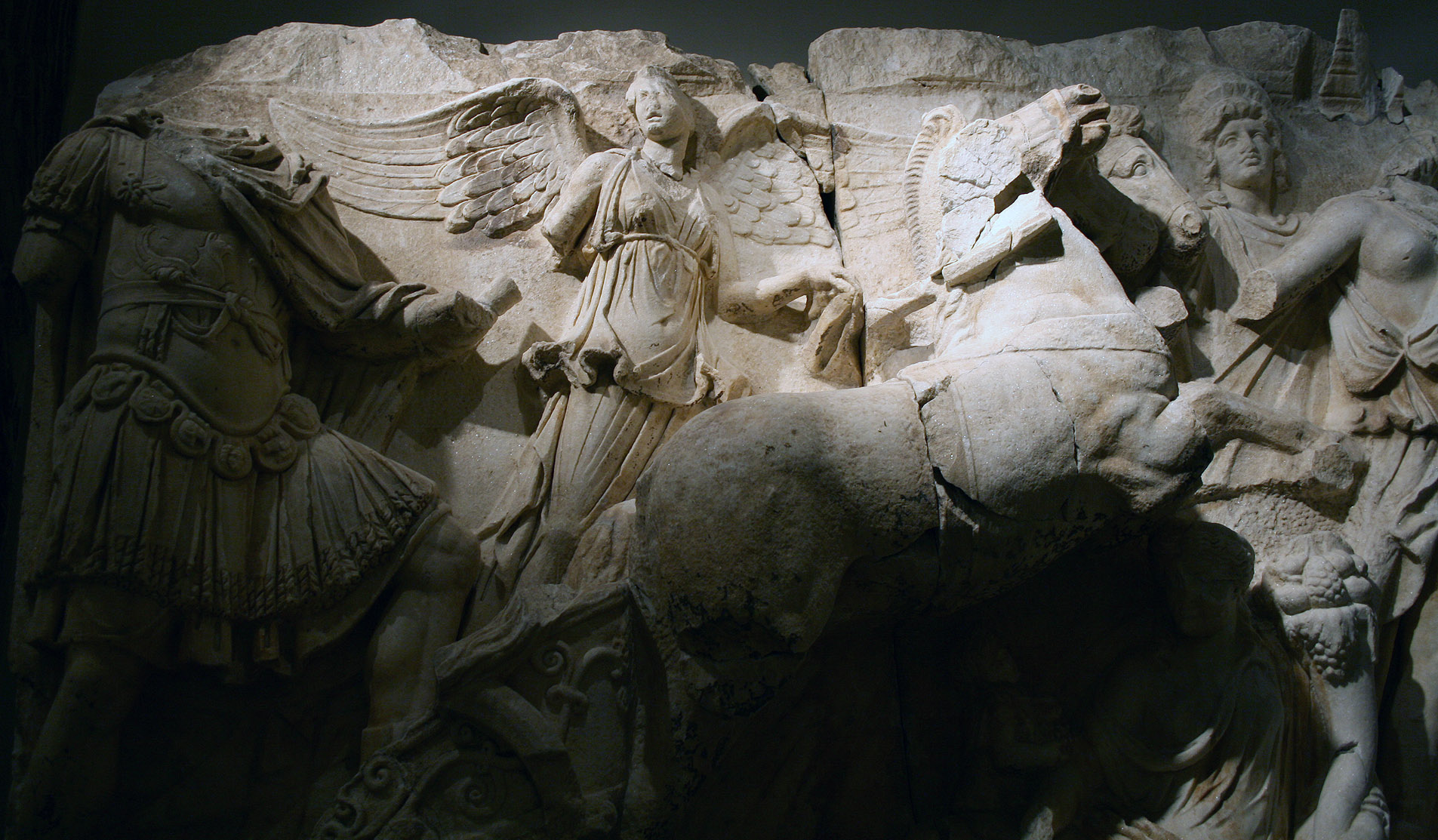
La apoteosis de Lucio Vero de Éfeso (hoy en el Museo de Éfeso en Viena).

Al regresar de la campaña, Lucio Vero fue honrado con un triunfo. El desfile fue inusual porque incluyó a los dos emperadores, sus hijos e hijas solteras como una gran celebración familiar. Los dos hijos de Marco Aurelio, Cómodo de cinco años y Marco Annio Vero de tres, fueron elevados al estado de César para la ocasión. Una base de estatua que sobrevive en Sardis conmemora la victoria de Lucio Vero, quien presumiblemente había visitado la ciudad a su regreso a Roma.
Lucio Vero tomó el título de Parthicus Maximus, y él y Marco Aurelio fueron aclamados como imperatores nuevamente, ganando el título Imp. III. El ejército de Avidio Casio regresó al campo en 166, cruzando el Tigris hacia Media. Lucio Vero tomó el título de Medicus, y los emperadores fueron nuevamente aclamados como imperatores, convirtiéndose en Imp. IV en la titulación imperial. Marco Aurelio también tomó el Parthicus Maximus.
Marco Claudio Frontón que había dirigido la I Minervia en Armenia fue cónsul sufecto en el año 165, probablemente en honor a la captura de Edesa, y recibió la corona muralis ("corona mural"), corona vallaris ("corona de muralla"), corona aurea ("corona de oro") y cuatro hastae purae (lanzas de oro en miniatura)y se le otorgaron 4 vexillas o estándares de comandante honorífico, bordados en hilo de oro. Además, en 163 fue ascendido al rango de legatus Augusti pro praetore como gobernador de una provincia imperial, al mando de las fuerzas romanas en las provincias orientales de Armenia, Osroene y Anthemusia.
Publio Marcio Vero, que había dirigido la V Macedonica, fue cónsul sufecto del año 166, y ese mismo año fue nombrado gobernador de la Capadocia.
Gayo Avidio Casio, comandante de la III Gallica, una de las legiones sirias, fue el que se llevó la mayor gloria, al ser nombrado, junto a Gneo Claudio Severo, cónsul sufecto del año 167, y luego gobernador de Siria.

## Conclusión

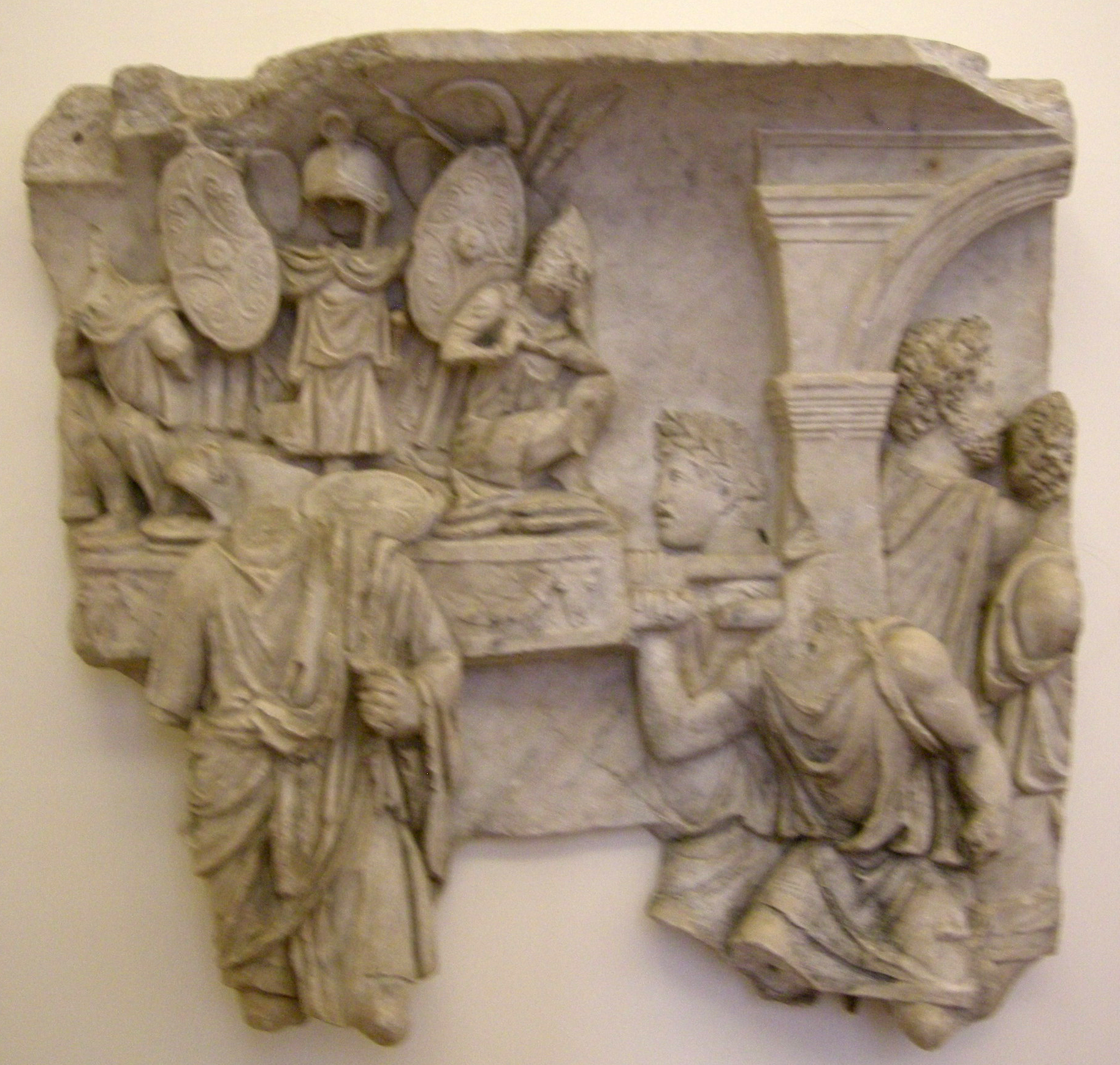
Altorrelieve de época antonina que representa un triunfo, posiblemente procedente del Arco de Triunfo erigido en honor de la victoria de Lucio Vero sobre los partos en la Vía Apia.

La victoria extendió la influencia romana en la región, en especial en Nísibis en el Alto Éufrates, que permaneció en manos romanas durante varias décadas hasta mediados del siglo III, cuando fue frecuentemente disputado e intercambiado entre Persia y Roma.
El ejército que regresó llevó consigo una plaga, luego conocida como la Peste Antonina, que se extendió por el Imperio Romano entre los años 165 y 180. La enfermedad fue una pandemia, puede que de viruela. Mató a Lucio Vero en el año 169, y a Marco Aurelio en el año 180 y afectó al imperio durante 30 años, y provocó entre 5 y 30 millones de muertos. La epidemia tuvo drásticos efectos sociales y políticos en todo el Imperio romano, a tal nivel que se ha afirmado marca el inicio de una crisis que afectará la política, artes y letras. Afectó negativamente las comunicaciones con los Han. La epidemia que había diezmado a las tropas partas, ahora diezmaban a los romanos. 
Armenia fue gobernada por Sohaemus hasta el año 180. El siguiente rey sería Vologases II de Armenia, hijo de Vologases IV de Partia, desde el año 180 hasta el año 191. A la muerte de Vologases IV, Vologases II de Armenia ascendió al trono parto llamandosé Vologases V de Partia y dejandolé el reino de Armenia a su hijo Cosroes I de Armenia.

### Primaria
Los libros son citados en números romanos y capítulos y párrafos en números arábigos. Entre paréntesis se usaron los apellidos de los editores o traductores de las ediciones usadas para indicar las páginas. 
- Eutropio. Compendio de historia romana. Libro VIII. En Watson, John Selby (1853). «Eutropius, Abridgment of Roman History». Justin, Cornelius Nepos, and Eutropius: Literally Translated, with Notes and a General Index (en inglés). Londres: Henry G. Bohn. pp. 451-535. Véase también en Watson, John Selby (1886). «Eutropius, Abridgment of Roman History». Justin, Cornelius Nepos, and Eutropius: Literally Translated, with Notes and a General Index (en inglés). Londres: George Bell and Sons. pp. 401-505.
- Jerónimo. Crónica. En Pearse, Roger (2005). Jerome's Chronicle (en inglés). Ipswich: R. Pearse. Véase también en Schoene, Alfred (1900). Die Weltchronik des Eusebius in ihrer Bearbeitung durch Heironymus (en alemán y latín). Berlín: Weidmann.
- Paulo Orosio. Historia contra los paganos. Libro VII. En Raymond, Irving Woodworth (1936). The Seven Books of History Against the Pagans: The Apology of Paulus Orosius (en inglés). Nueva York: Columbia University Press. En Attalus.
- Plinio el Viejo. Historia natural. Libro VI. En Bostock, John; Riley, H. T. (1890). The Natural History of Pliny (en inglés) 2. Londres: George Bell and Sons.  Numeración según Thayer, Bill (1995). Pliny the Elder: the Natural History (en latín). Chicago: University of Chicago.
- Rufo Festo. Compendio de historia romana. En Banchich, Thomas M.; Meka, Jennifer A. (2001). Festus: Breviarium of the accomplishments of the Roman people (en inglés). Buffalo: Canisius College.  Véase también en Eadie, John W. (1967). The Breviarium of Festus (en inglés y latín). Londres: Universidad de Londres.

### Moderna
- Boiy, T. (2004). Late Achaemenid and Hellenistic Babylon (en inglés). París: Peeters. ISBN 9789042914490.

- Datos: Q1790268